# Wappen von Walvis Bay
Das Wappen von Walvis Bay ist  das offizielle Stadtwappen der namibischen (bis 1994 südafrikanischen) Hafenstadt Walvis Bay. 

## Aufbau
Es zeigt einen Anker mit Seil über einem Wappenschild, das von zwei Flamingos gehalten wird. Im oberen Drittel des Schildes ist ein Wal, getrennt von Wellen und einem Pelikan im unteren Schilddrittel zu sehen. Darunter befindet sich das Spruchband In Utrumque Paratus.
Neben dem Wappen führt der Stadtrat von Walvis Bay ein Logo, das auf blauem Grund zwei braune Dünen und eine Palme zeigt. Es trägt in Großbuchstaben Walvis Bay oberhalb und unter den Dünen das Motto Your oasis of opportunities (Englisch für Ihre Oase der Möglichkeiten) trägt.

## Geschichte
Das erste Wappen wurde von Frau Herbst entwickelt, nachdem Walvis Bay am 16. März 1931 die Stadtrechte verliehen bekommen hatte. Dieses wurde am 8. Juli 1931 von der Stadtverwaltung angenommen. Herbst erhielt 6,60 Rand für ihr Design. Cornelis Pama entwickelte das Wappen, nach den 1962 gesetzlich festgesetzten Standards, weiter. Seit dem 1. Dezember 1964 ist es das offizielle Wappen und wurde am 30. Oktober 1967 beim südafrikanischen Bureau of Heraldry registriert. 